# Binnenfischerei

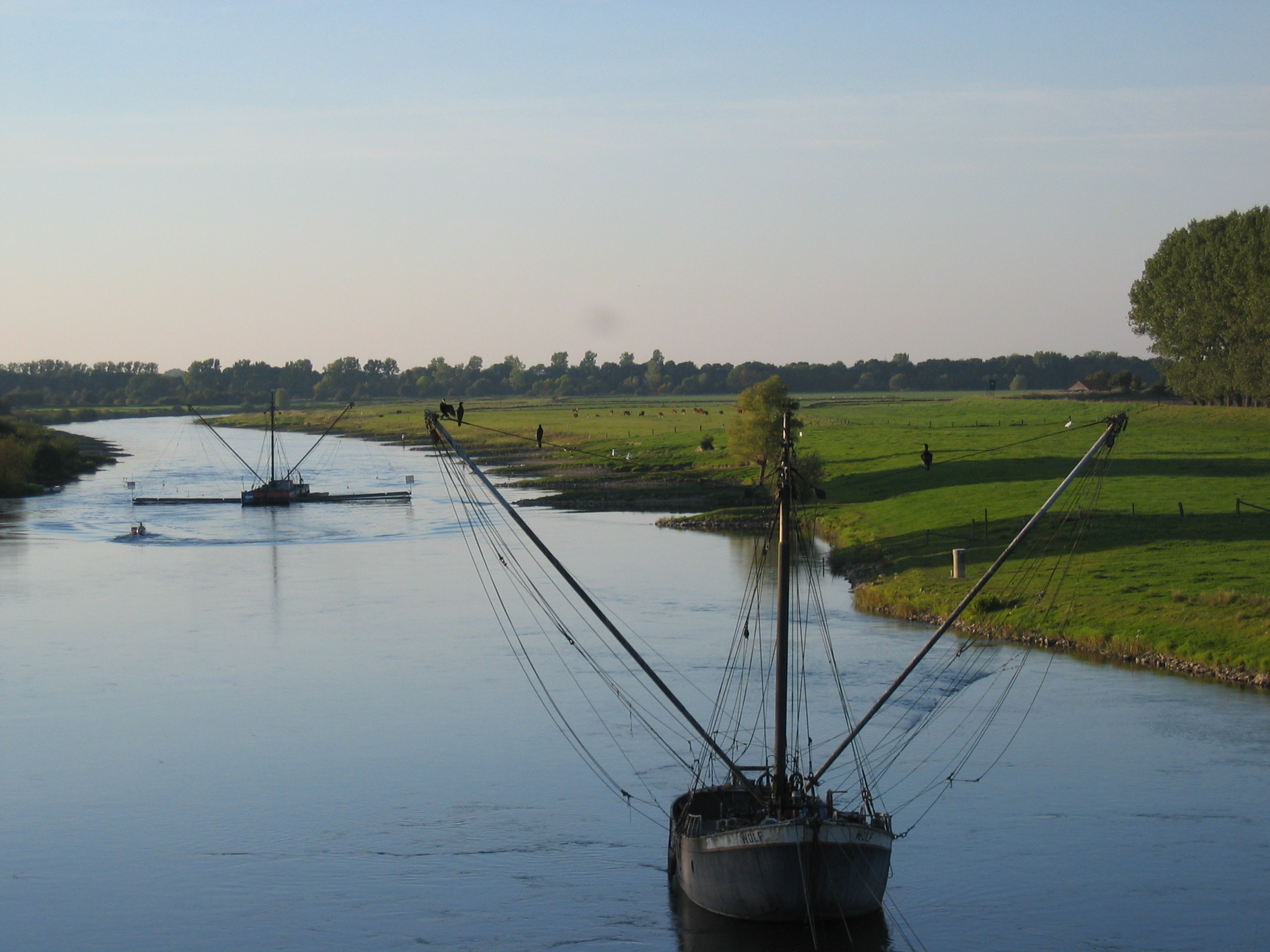
Aalfang auf der Weser bei Petershagen

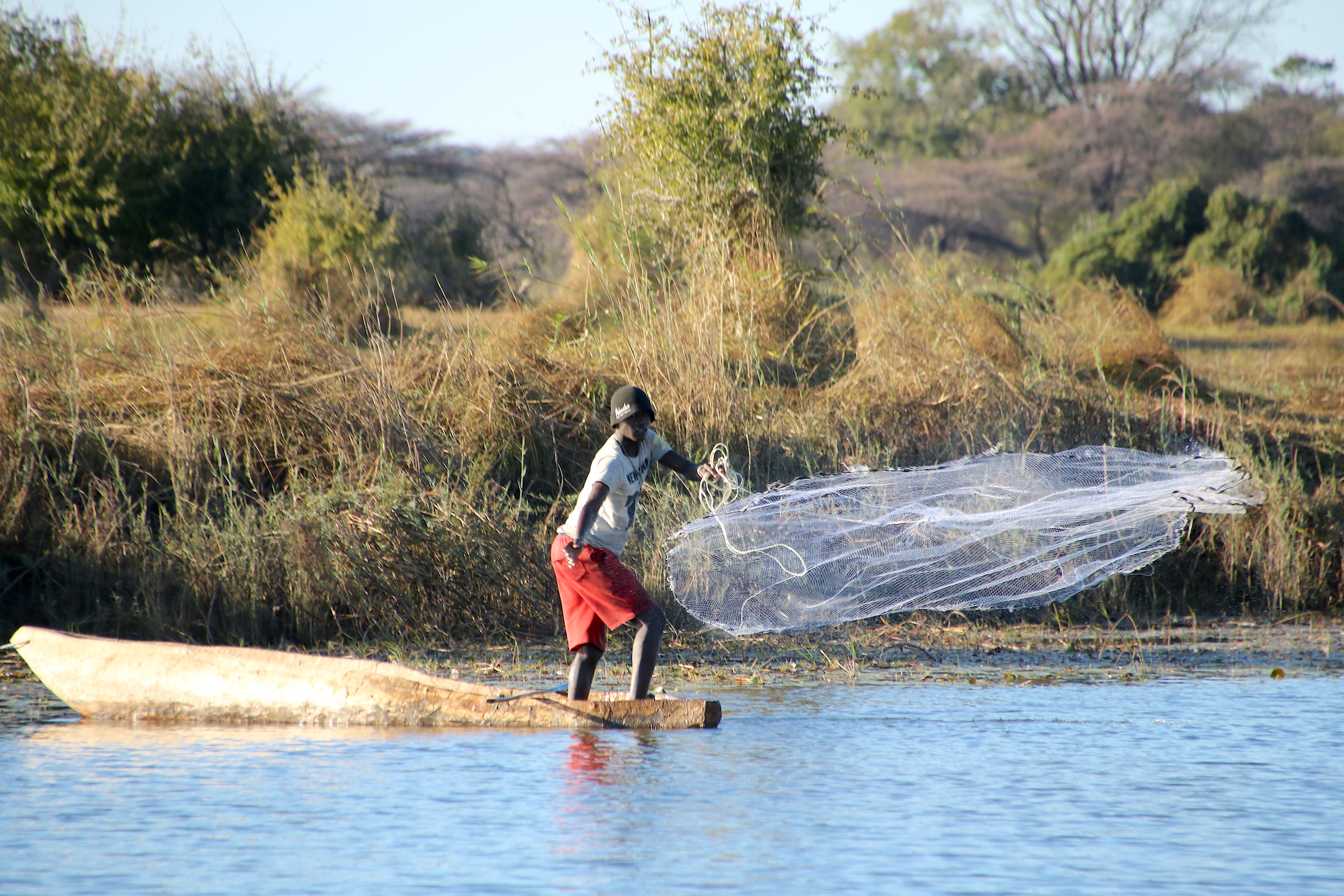
Fischfang am Okavango

Die Binnenfischerei bezeichnet die Fischerei in Binnengewässern (in der Regel im Süßwasser). Zu ihr gehören die Fluss- und Seenfischerei, die Teichwirtschaften sowie Anlagen zur Aquakultur.
In Deutschland hat die Aquakultur unter Einschluss von Teichwirtschaften die größte wirtschaftliche Bedeutung. 2007 wurde mehr als 80 % der Gesamtfangmenge von knapp 56.000 Tonnen Fisch in Karpfenteichen, Durchlauf- und Kreislaufanlagen sowie in Netzgehegen erzielt. Die wirtschaftlich wichtigsten Speisefischsorten waren die Regenbogenforelle (24.000 t) und der Karpfen (15.000 t). 2021 wurde das Gesamtaufkommen der Binnenfischerei in Deutschland auf etwa 35.300 Tonnen geschätzt (Fische und Krebstiere).